# Custo
No seu sentido mais geral, custo é o valor pago ao trabalho necessário para  a produção de bens ou serviços.
O conceito de custo é muitas vezes confundido com os conceitos de preço, despesa ou de desembolso financeiro. É comum dizer-se que, se  um bem ou serviço tem um preço  alto,  esse bem ou serviço "custa" muito caro.

## Economia
Em economia, custo é  a expressão monetária do consumo ou desgaste de fatores necessários à  produção de um bem ou serviço.
Todo processo de produção de um bem supõe consumo ou desgaste de uma série de fatores produtivos. O conceito de custo está ligado ao sacrifício incorrido para produzir esse bem.

## Contabilidade financeira
Em contabilidade, custos são medidas monetárias dos sacrifícios financeiros com os quais uma organização, uma pessoa ou um governo tem de arcar a fim de atingir seus objetivos - a produção de   um bem  ou serviço mediante a utilização de outros bens ou serviços.

## Contabilidade gerencial
A contabilidade gerencial incorpora esses e outros conceitos econômicos para   elaborar relatórios de custos,  para  uso dos  gestores, no processo decisório.
No Brasil, o Decreto-Lei 1.598/77, em seu artigo 14 determina que:  o contribuinte que mantiver sistema de contabilidade de custo integrado e coordenado com o restante da escrituração poderá utilizar os custos apurados para avaliação dos estoques de produtos, principalmente para fins fiscais.

## Custo x  despesa
Custos são gastos que a entidade realiza com até tornar o seu produto pronto para ser comercializado (fabricando-o ou apenas revendendo-o) ou até realizar um serviço contratado. Uma diferença básica entre custo e  despesa é que "custo" traz um retorno financeiro e pertence à atividade fim da entidade  (determinada no seu contrato social, na cláusula do objeto). Já a despesa é um gasto com a atividades meio e não gera retorno financeiro, apenas propiciando um certo "conforto" ou funcionalidade ao ambiente empresarial.
A razão para se classificar os gastos correntes de uma entidade em despesas e custos é que o primeiro vai direto para o resultado do período. Já os custos dizem respeito à formação de um estoque (de produtos acabados) e  à sua venda. Finalmente, serão finalmente levados ao resultado, o que pode levar meses ou até anos.
Custos industriais geralmente incluem: matéria prima, energia consumida (eletricidade e combustíveis), água consumida, materiais industriais diversos, mão de obra, depreciação dos itens imobilizados de produção, entre outros.

## Principais Métodos de Custeio
- Custeio Direto (ou Variável): É um método de custeio usado para alocação apenas dos custos variáveis ao produto. Segundo Leoni "o sistema de custeio variável ou direto é um método que considera apenas os custos variáveis de apropriação direta como custo do produto ou serviço". Segundo Lopes de Sá (1990, p. 108) diz que o custeio variável é "o processo de apuração de custo que exclui os custos fixos". Segundo Meglioni "enquanto no custeio por absorção eles são rateados aos produtos, no custeio variável, são tratados como custos do período, indo diretamente para o resultado igualmente as despesas". A diminuição da necessidade de rateio deve-se ao fato de que no sistema de custeio variável, são alocados aos produtos e/ou serviços, somente os custos variáveis e, como na maioria dos casos, os custos variáveis também são diretos, não alocando os rateios dos custos indiretos. Ele é usado para eliminar qualquer distorção na apuração dos custos oriundos de problemas com rateios pois os custos fixos são tratados como despesas.[5][8][9]
- Custeio por absorção (ou integral): O sistema de custeio por absorção é o sistema que apura o valor dos custos dos bens ou serviços, tomando como base todos os custos da produção incluindo os custos diretos, indiretos, fixos e variáveis. Segundo Meglioni, "o custeio por absorção é o método que consiste em atribuir aos produtos fabricados todos os custos de produção, quer de forma direta ou indireta. Assim todos os custos, sejam eles fixos ou variáveis, são absorvidos pelos produtos."[4][6]
- Custo-padrão: são custos predeterminados, porém, diferentemente dos custos estimados, são calculados com base em parâmetros operacionais, e utilizados em operações repetitivas de produção, onde não compensaria calcular o custo individual de cada repetição.
- Custeio ABC: A alocação dos custos indiretos são baseadas nas atividades relacionadas.
- GECON: GECON ou modelo Gestão Econômica é um modelo de mensuração de custos baseado em gestão por resultados econômicos. Também conhecido por Grid Economics and Business Models Work [nota 1].[10]

## Target Costing:
Contexto histórico
O Target Costing é uma abordagem de gestão de custos que se originou no Japão nas décadas de 1960 e 1970, com o objetivo de enfrentar os desafios de custo e competitividade enfrentados pelas empresas japonesas na época. A abordagem surgiu como uma resposta à crescente pressão dos mercados globais e à necessidade de desenvolver produtos de alta qualidade a preços competitivos.
No contexto histórico, o Japão estava se recuperando do impacto da Segunda Guerra Mundial e buscava maneiras de reconstruir sua economia. As empresas japonesas enfrentavam desafios significativos em termos de recursos limitados, falta de matérias-primas e acesso limitado a mercados globais. Nesse cenário, as empresas japonesas tiveram que encontrar maneiras inovadoras de competir em um mercado global cada vez mais competitivo.
Nesse contexto, o Target Costing foi desenvolvido como uma abordagem para enfrentar os desafios de custo e qualidade. A abordagem foi inicialmente adotada por empresas japonesas do setor automotivo, como a Toyota e a Nissan, e rapidamente se espalhou para outras indústrias no Japão e em todo o mundo.
Uma das principais influências na formação do Target Costing foi a filosofia de gestão enxuta (Lean Management), desenvolvida pela Toyota, que se concentra na redução de desperdícios e na melhoria contínua dos processos. O Target Costing foi uma extensão dessa filosofia, focando na gestão de custos desde a fase de concepção e desenvolvimento do produto, com o objetivo de desenvolver produtos de alta qualidade a custos competitivos.
Ao longo dos anos, o Target Costing tem sido amplamente adotado por empresas em todo o mundo como uma abordagem eficaz para gerenciar custos e garantir a competitividade dos produtos e serviços no mercado. O contexto histórico do Japão, com sua ênfase na qualidade, eficiência e inovação, influenciou fortemente o desenvolvimento e a disseminação do Target Costing como uma prática de gestão globalmente reconhecida.
Definição e Conceito
O Target Costing é uma metodologia que envolve o estabelecimento de um preço-alvo para um produto ou serviço com base na análise do mercado e nas expectativas dos clientes. Esse preço-alvo é então usado como referência para determinar os custos permitidos durante o processo de design e desenvolvimento do produto. Em outras palavras, o Target Costing é uma abordagem que parte do preço de venda desejado para, em seguida, determinar o custo máximo que a empresa pode incorrer para obter um lucro aceitável.
O objetivo do Target Costing é projetar e desenvolver produtos e serviços de forma eficiente, de modo que possam ser produzidos a um custo que permita à empresa obter uma margem de lucro adequada, enquanto mantém preços competitivos no mercado. Isso envolve a colaboração de equipes multifuncionais, que trabalham juntas para identificar e implementar ações para atingir as metas de custo estabelecidas.
Objetivos do Target Costing
O Target Costing é uma abordagem estratégica de gestão de custos que busca atingir objetivos específicos relacionados aos custos de um produto ou serviço durante sua fase de concepção e desenvolvimento. Os principais objetivos do Target Costing são:
- Estabelecer um preço competitivo no mercado: O principal objetivo do Target Costing é garantir que o preço de venda de um produto ou serviço seja competitivo no mercado, levando em consideração as expectativas dos clientes e a concorrência. Ao definir um preço competitivo, as empresas podem conquistar uma fatia de mercado maior e aumentar sua participação no mercado.

- Alcançar a margem de lucro desejada: O Target Costing é baseado em uma abordagem orientada por margem, onde a empresa define uma margem de lucro alvo que deseja alcançar. Com base nessa margem de lucro, a empresa trabalha para identificar e gerenciar os custos necessários para atingir essa margem, garantindo que o produto ou serviço seja lucrativo.

- Focar na eficiência de custos desde o início: O Target Costing incentiva as empresas a se concentrarem na eficiência de custos desde a fase de concepção e desenvolvimento do produto, buscando eliminar ou reduzir custos desnecessários ou excessivos. Dessa forma, a empresa pode evitar custos indesejados que possam comprometer a rentabilidade do produto no futuro.

- Melhorar a qualidade do produto: Outro objetivo do Target Costing é garantir que o produto ou serviço desenvolvido atenda às expectativas de qualidade dos clientes. Isso pode incluir a identificação de características de qualidade essenciais para os clientes, bem como a implementação de processos de controle de qualidade eficazes durante a fase de desenvolvimento do produto, visando a redução de custos relacionados à qualidade.

- Incentivar a inovação e a colaboração interfuncional: O Target Costing também promove a inovação e a colaboração interfuncional dentro da organização. Ao envolver diversas áreas da empresa, como engenharia, produção, suprimentos e finanças, na definição de metas de custos e na busca de soluções inovadoras para atingir essas metas, o Target Costing estimula a colaboração e a criatividade, resultando em produtos e processos mais eficientes.

Terminologia
É importante compreender esses termos para entender e aplicar corretamente o conceito de Target Costing na gestão de custos e desenvolvimento de produtos. Essas são algumas das terminologias comuns associadas ao Target Costing:
Meta de custo (Target Cost): É o custo máximo permitido de um produto, com base na análise do valor que os consumidores atribuem ao produto e nas margens de lucro desejadas pela empresa. A meta de custo é uma referência para o desenvolvimento do produto e é usada como base para o cálculo dos custos de produção.
Valor para o cliente (Customer Value): É a percepção de valor que os clientes têm em relação a um produto. É a quantia máxima que um cliente está disposto a pagar por um produto, com base em suas necessidades, preferências, concorrência no mercado e outros fatores.
Análise do valor (Value Analysis): É uma técnica usada para identificar e avaliar os elementos de custo de um produto em relação ao valor que eles proporcionam ao cliente. A análise do valor ajuda a identificar oportunidades de redução de custos, eliminando ou reduzindo os elementos de custo que não agregam valor ao produto.
Margem de lucro (Profit Margin): É a diferença entre o preço de venda de um produto e os custos de produção. A margem de lucro é uma parte importante da meta de custo, pois determina o nível de lucro desejado pela empresa.
Custo-alvo (Target Costing): É o processo de desenvolver um produto com base na meta de custo, levando em consideração o valor para o cliente, a concorrência no mercado e as margens de lucro desejadas. O objetivo é projetar o produto de forma eficiente, garantindo que o custo de produção não exceda a meta de custo.
Custo real (Actual Cost): É o custo real de produção de um produto, obtido após o produto ser fabricado e os custos reais serem registrados. O custo real é comparado com a meta de custo para avaliar o desempenho e identificar desvios em relação à meta de custo.
Engenharia de valor (Value Engineering): É um processo sistemático de revisão e análise de um produto para identificar oportunidades de redução de custos, mantendo ou melhorando seu valor para o cliente. A engenharia de valor é uma parte importante do Target Costing, pois ajuda a identificar formas de reduzir os custos de produção sem comprometer a qualidade e o valor percebido pelo cliente. 
Impacto Social
Embora o Target Costing possa ter benefícios para as empresas em termos de eficiência e competitividade, também pode ter impactos sociais significativos, tanto positivos quanto negativos. Alguns dos impactos sociais do Target Costing incluem:
Acessibilidade do produto: O Target Costing pode levar a uma maior acessibilidade de produtos para os consumidores, uma vez que os produtos são projetados com base nos custos que os consumidores estão dispostos a pagar. Isso pode resultar em produtos mais acessíveis em termos de preço para uma ampla gama de consumidores, especialmente em mercados onde a sensibilidade de preço é alta. Isso pode ter um impacto social positivo, tornando os produtos mais acessíveis para pessoas de diferentes níveis socioeconômicos.
Inovação e qualidade: O Target Costing pode incentivar a inovação e a busca por maior qualidade nos produtos. Ao projetar produtos com base nos custos que os consumidores estão dispostos a pagar, as empresas podem se concentrar em melhorar a qualidade do produto, a fim de atender às expectativas dos consumidores e se destacar da concorrência. Isso pode resultar em produtos melhores e mais inovadores, o que pode ter um impacto social positivo, proporcionando aos consumidores produtos de melhor qualidade e maior valor.
Pressão sobre fornecedores: Para atingir metas de custo definidas pelo Target Costing, as empresas podem exercer pressão sobre seus fornecedores para reduzir os preços dos componentes ou matérias-primas. Isso pode levar a práticas comerciais adversas, como negociação agressiva, redução dos prazos de pagamento e busca por fornecedores mais baratos sem considerar questões éticas ou de sustentabilidade. Isso pode ter um impacto social negativo, afetando a sustentabilidade e a responsabilidade social das empresas em sua cadeia de suprimentos.
Risco de redução de empregos: O Target Costing pode levar a pressões para reduzir os custos de produção, o que pode resultar em uma busca por eficiência e automação para reduzir a mão de obra necessária. Isso pode levar à redução de empregos em algumas indústrias e comunidades, especialmente em setores onde a mão de obra é intensiva. Isso pode ter um impacto social negativo, resultando em desemprego e deslocamento de trabalhadores, o que pode afetar a economia local e as comunidades em geral.
Sustentabilidade: Embora o Target Costing possa levar a uma redução de custos, também pode haver implicações negativas em termos de sustentabilidade. A busca por redução de custos pode levar a uma pressão por produtos mais baratos, que podem não ser fabricados de forma sustentável ou podem ter um impacto negativo no meio ambiente. Isso pode incluir a escolha de materiais de menor custo.

Principais Etapas do Target Costing
- O processo de implementação do Target Costing geralmente é dividido em várias etapas, que podem variar de acordo com a empresa e a indústria, mas em geral incluem as seguintes:

- Definição do preço-alvo: Nesta etapa, a empresa identifica o preço de venda desejado para o produto ou serviço com base na análise de mercado, concorrência, demanda do cliente e margem de lucro desejada.

- Análise de valor: A análise de valor é uma técnica usada para identificar os principais atributos e características do produto ou serviço que são valorizados pelos clientes. Nesta etapa, a empresa trabalha em colaboração com os clientes para entender suas necessidades e preferências, e identificar os elementos do produto ou serviço que agregam valor e aqueles que não agregam.

- Determinação dos custos permitidos: Com base no preço-alvo e na análise de valor, a empresa determina os custos permitidos para cada componente do produto ou serviço. Isso envolve a identificação e quantificação de todos os custos associados ao desenvolvimento, produção, distribuição e venda do produto ou serviço.

- Acompanhamento e controle de custos: Após o lançamento do produto ou serviço no mercado, é importante realizar o acompanhamento e controle dos custos reais em comparação com os custos permitidos. Isso envolve a análise regular dos custos efetivos, a identificação de desvios em relação aos custos permitidos e a implementação de ações corretivas, se necessário. O acompanhamento e controle de custos contínuo é fundamental para garantir que os objetivos de custo estabelecidos sejam alcançados ao longo do ciclo de vida do produto ou serviço.

Vale ressaltar que o Target Costing é uma abordagem iterativa, ou seja, as etapas acima mencionadas são realizadas de forma contínua e iterativa ao longo do processo de design e desenvolvimento do produto ou serviço, visando sempre o alcance das metas de custo estabelecidas. Além disso, o sucesso do Target Costing depende de uma cultura organizacional que promova a colaboração, a inovação, a eficiência e a busca constante por melhorias nos processos e produtos 
(TEXTO INSERIDO PELOS ALUNOS DO 4º ANO DE CIÊNCIAS CONTÁBEIS - UFMT: Leonardo Santos, Keverllym Carvalho, Thaisa Mendes e Quezia Morais).
1. ↑  E. Bueno Campos- I. Cruz Roche- J.J. Durán Herrera, Economía de la empresa. Análisis de las decisiones empresariales.  Pirámide, ed. Título ainda não informado (favor adicionar). [S.l.]: Pirámide. ISBN 84-368-0207-1
2. ↑  Ana Maria Lopes de Sá e Antonio Lopes de Sa, Dicionário de Contabilidade. Atlas, 2009 ISBN 9788522453641
3. ↑  «Presidência da República - Casa Civil - Decreto-lei  n° 1.598, de 26 de dezembro de  1977»
4. 1 2 3  George S. G. Leone,  CUSTOS: Planejamento, Implantação e Controle - Livro-texto, atlas 2000 ISBN  9788522425358
5. 1 2 3  SCHIER, Carlos Ubiratan da Costa. Gestão de custos, Editora Ibpex ISBN 8-587-05324-8
6. 1 2 3  Missagia, Luiz; Velter, Francisco.  Contabilidade de Custos e Análise das Demonstrações Contábeis . Elsevier Brasil ISBN 8-535-26046-3
7. ↑  «Apreciação dos custos ocultos do processo sucroalcooleiro em uma usina de álcool na Paraíba». revistas.utfpr.edu.br. Consultado em 26 de agosto de 2014. Arquivado do original em 27 de agosto de 2014. Por João Batista de Freitas e Cosmo Severiano Filho.
8. ↑  Ely Célia Corbari Joel de Jesus Macedo, Administração Estratégica de Custos, IESDE BRASIL SA ISBN 8-538-72923-3
9. ↑  «Custos». www.somar.adm.br. Consultado em 26 de agosto de 2014. Arquivado do original em 27 de agosto de 2014
10. ↑  Jörn Altmann, Rajkumar Buyya, Omer F. Rana, Grid Economics and Business Models, Springer Berlin Heidelberg, ISBN 978-3-642-03863-1 (Impresso) 978-3-642-03864-8 (e-Livro) (em inglês)
11. ↑  Cooper, R., & Slagmulder, R. (2003). Ganar con el Target Costing. Ediciones Gestión 2000.
12. 1 2  COOPER, Robin & CHEW, W. Bruce – Control Tomorrow’s Costs Through Today’s Designs. Harvard Business Review. Boston: Janeiro-Fevereiro de 1996.
13. 1 2  De Toni, A. F., & Tonchia, S. (2001). Target costing: the next frontier in strategic cost management. Journal of Cost Management, 15(5), 5-15.
14. ↑  EWERT, Ralf & ERNST, Christian – Target Costing, Coordination and Strategic Cost Management. The European Accounting Review, Vol. 8, Londres: 1999.
15. ↑  EVERAERT, Patricia & BRUGGEMAN, Werner – The Impact of Cost Goal Specificity and Cost Goal Difficulty on the Cost of Future Products: A Lab Experiment with Carpet Designing Task. 20º Congresso da EAA (European Accounting Association). Graz (Áustria), Abril de 1997.
16. ↑  Khouja, M. (1995). The impact of target costing on product development: evidence from Japanese firms. Journal of Management Accounting Research, 7, 61-83.
17. ↑  EWERT, Ralf & ERNST, Christian – Target Costing, Coordination and Strategic Cost Management. The European Accounting Review, Vol. 8, Londres: 1999
18. ↑  MARTYNIUK, Teresa & ZABLOCKA, Stanislawa – Practice application of target costing case study – cost of roof production. 21º Congresso da EAA (European Accounting Association). Antuérpia (Bélgica), Abril de 1998.

## Quanto ao método de apuração dos custos
- Custos fixos: são os custos cujo valor total não se altera  independentemente da quantidade de bens ou serviços produzidos. Porém o custo fixo unitário se altera de forma inversamente proporcional à  quantidade produzida. Ex.: custo de aluguel.
- Custos variáveis: são os custos que, em bases unitárias possuem um valor que não se altera quando mudam as quantidades produzidas, porém, cujo valor total é diretamente proporcional à  quantidade produzida. Ex.: custo de matérias-primas.
- Custo total (CT): é a soma de custos variáveis (CV) e  custos fixos (CF):

{\displaystyle CT=CF+CV} 

- Custos diretos: são os custos suscetíveis de serem identificados com os bens ou serviços produzidos, ou seja, têm parcelas definidas atribuídas a cada unidade de produto (ou lote de produtos) produzido. Exemplo:  mão-de-obra direta e  matérias-primas.
- Custos indiretos: todos os outros custos que dependem da adoção de algum critério de rateio para sua atribuição a cada unidade ou lote produzido. No jargão da contabilidade brasileira eles são chamados de CIF (custos indiretos de fabricação).[1] [2][3][4]

## Outras classificações de custos
A seguir, apresenta-se uma relação de outras classificações de custos, menos usuais:
- Custo de Fabricação ou de Produção: corresponde a expressão Custo Fabril + Estoque Inicial de Produtos em Processo-Estoque Final de Produtos em Processo, e representa o valor da produção de determinado período.
- Custo do Produto Vendido: cálculo usado pela contabilidade para mensurar as despesas diretamente associadas ao processo de produção e/ou distribuição do produto[5].
- Custo de Mercadorias ou Produtos Vendidos: corresponde a expressão Custo Fabril+Estoque Inicial de Produtos Acabados-Estoque Final de Produtos Acabados, e representa o valor da produção vendida em determinado período.
- Custo de Qualidade: são os custos ligados ao controle de qualidade na produção, logística de um produto ou serviço. Os custos da qualidade podem ser divididos em quatro grupos: 1. custos de prevenção, 2. custos de inspeção, 3. custos de falhas internas, 4. custos de falhas externas. No primeiro grupo são registrados todos os gastos que a empresa incorre no intuito de evitar as falhas. No segundo grupo são registrados os gastos relacionados com as atividades de inspeção realizadas pelas empresas. O terceiro grupo abriga os gastos relacionados com as atividades de retrabalhos. Sendo assim, caso a inspeção não tenha sido eficiente, será neste grupo de custos que serão verificados os gastos para a adequação do produto. Finalmente, o quarto grupo diz respeito aos custos relacionados às falhas descobertas pelos consumidores. São registrados as coberturas de garantia, gastos com recall, etc. A empresa deve ter em mente que é necessário manter investimentos permanentes não só para adquirir a qualidade e sim para a sua manutenção. Assim sendo, quanto mais investimentos nos primeiros dois grupos menores tende a ser ao longo do tempo os custos dos dois últimos grupos.
- Custo de Transformação ou Conversão: é o custo total do processo produtivo e é representado pela soma da mão-de-obra direta com os custos indiretos e representa o custo de transformação da matéria-prima em produto acabado.
- Custo Fabril: é o custo total de fabricação, ou seja, a soma dos custos primários com os custos indiretos de fabricação.
- Custo Marginal: conceito de custo ligado à Economia que significa a parcela de acréscimo no custo total por cada unidade adicional produzida.
- Custo Oportunidade: é o valor do benefício que se deixa de receber, quando em um processo de decisão, se opta por determinado investimento em detrimento de outro, sendo os benefícios das alternativas rejeitadas o custo oportunidade da alternativa escolhida.
- Custo Primário: representado pela soma do custo de mão-de-obra direta e de material direto ou matéria-prima.
- Custos ambientais: os custos ambientais são apenas um subconjunto de um universo mais vasto de custos necessários a uma adequada tomada de decisões. Eles não são custos distintos, mas fazem parte de um sistema integrado de fluxos materiais e monetários que percorrem a empresa. Para o cálculo dos custos ambientais totais da empresa soma-se o custo dos materiais desperdiçados, despesas de manutenção e de depreciação e do trabalho com os custos de salvaguarda ambiental.
- Custos Comuns: são os custos originados em dois ou mais departamentos ou fases de produção onde não se pode determinar qual parcela do custo corresponde exatamente a cada departamento ou fase de produção.
- Custos Estimados: são custos predeterminados destinados a solucionar problemas de controle e planejamento ou situações especiais.
- Custos Funcionais: são os custos identificados com as diferentes funções da empresa e se originam da utilização de Custeio por Responsabilidade. São os custos demonstrados após o Lucro Bruto Operacional na Demonstração de Resultados do Exercício (DRE).
- Custos Históricos: são os custos registrados contabilmente o qual representa o Princípio Fundamental de Contabilidade do Custo Histórico como Base de Valor.
- Custos Imputados: são custos não revelados pelas demonstrações contábeis uma vez que não são registrados pela Contabilidade, por serem assumidos em decorrência de medida de valor do uso de determinado recurso e não representam desembolso de caixa. São custos constantes de estudos comparativos destinados à tomada de decisão ou de planejamento de projetos.
- Custos Ocultos: Para Freitas (2007), os custos ocultos são gastos referentes à atividade de produção, no qual sua principal característica é ser de difícil mensuração, ou seja, os custos ocultos não podem ser reconhecidos facilmente ou atribuídos a um determinado processo produtivo onde são gerados. Além disso, estes custos são numerosos e muito mais altos que o esperado pela maioria dos departamentos de contabilidade.[1]
- Custos Próprios: abarcam as definições de custos diretos e de custos indiretos.
- Custos Rateados: vide Custo Indireto.